# 브리하드라타
브리하드라타(산스크리트어: बृहद्रथ)는 마가다 왕국의 전설적인 시조로, 마가다 왕국의 첫번째 왕조인 브리하드라타 왕조의 개창자이다. 힌두 서사시 마하바라타에서 자라산다의 아버지로 등장한다.

## 같이 보기
- 프라디요타 왕조
- 브리하드라타 왕조